# Blondi
Blondi (1941-Berlín, 30 de abril de 1945) fue la perra pastor alemán de Adolf Hitler, regalada en 1941 por Martin Bormann. Blondi estuvo con Hitler incluso después de que se trasladara a su búnker subterráneo en enero de 1945. En marzo o a principios de abril (aparentemente el 4 de abril de 1945) tuvo una camada de cinco cachorros con Harras, el pastor alemán de Gerdy Troost. Hitler nombró a uno de los cachorros "Wulf", su apodo favorito y el significado de su nombre, Adolf (Lobo noble), y lo entrenó personalmente. Uno de los cachorros de Blondi fue reservado para la hermana de Eva Braun, Gretl. Eva envió a Gretl una carta con una foto de Blondi y tres de sus cachorros, con el de Gretl marcado con una flecha.

## Historia
Adolf Hitler mantenía una relación estrecha con su perro pastor alemán Blondi, quien residía en el Führerbunker (búnker del Führer) y dormía en su habitación. Este apego no era compartido por Eva Braun, quien prefería a sus dos terriers escoceses, Negus y Stasi (o Katuschka). Según el testimonio de la secretaria de Hitler, Traudl Junge, Eva Braun profesaba aversión hacia Blondi, a tal punto que, bajo la mesa, la golpeaba con el pie.
En mayo de 1942, Hitler adquirió otro ejemplar de pastor alemán de un oficial subalterno en la oficina de correos de Ingolstadt, con la intención de proporcionar compañía a Blondi. A este can le impuso el nombre de Bella.
Durante su servicio en la Primera Guerra Mundial, Hitler desarrolló un fuerte vínculo afectivo con un fox terrier blanco llamado Fuchsl, al que rescató de las calles y con el cual compartió tiempo recreativo en las barracas. La pérdida de este perro le causó un profundo pesar. En 1921, durante su período de carencia económica, consiguió un pastor alemán denominado Prinz, pero debido a las circunstancias fue obligado a abandonarlo en una perrera. No obstante, Prinz logró evadir el confinamiento y regresó a su dueño. Hitler, que valoraba la lealtad y obediencia de sus animales, manifestó un interés creciente por la cría canina. Además, tuvo un ovejero alemán denominado Muckl.
Previo a la adquisición de Blondi, Hitler había tenido otras dos perras de la misma raza, una madre nacida en 1926 y su descendiente, nacida en 1930, a las que denominó Blonda. En algunas fotografías de 1930, la perra hija fue incorrectamente etiquetada como Blondi.
El 30 de abril de 1945, Blondi fue envenenada bajo la orden directa de Hitler, siendo Werner Haase, miembro de las SS, y Fritz Tornow, suboficial del ejército alemán y adiestrador de los perros de Hitler, quienes ejecutaron la orden. Para verificar la efectividad de las cápsulas de cianuro que Hitler había adquirido para su propio suicidio, el dictador probó una de ellas en Blondi. La muerte del animal afectó profundamente a Tornow, quien expresó su angustia ante el suceso. A pesar de ello, Hitler también se mostró afectado por la pérdida de su perro.
Posteriormente, tras el suicidio de Hitler, Tornow trasladó las crías de Blondi a una zona boscosa cercana, donde las ejecutó a disparos, lo cual lo sumió en una profunda perturbación, mayor incluso que la ocasionada por la muerte de Blondi. Se reportó que los sobrevivientes del búnker también se mostraron profundamente afectados por la ejecución de los perros, considerándola más impactante que la muerte de Eva Braun.
Tras la conclusión del conflicto bélico en el año 1945 y la capitulación de Alemania, una unidad del SMERSH procedió a la exhumación de una tumba superficial ubicada en un cráter generado por un disparo de artillería, en la cual se encontraban los cadáveres de Hitler, Eva Braun, Blondi y su cachorro Wulf. Posteriormente, los restos mortales fueron sometidos a una necropsia, tras lo cual fueron incinerados y destruidos.